# Alejandro Sabella
Alejandro Esteban Sabella (5 tháng 11 năm 1954 - 8 tháng 12 năm 2020) là một huấn luyện viên bóng đá người Argentina, ông được Hiệp hội bóng đá Argentina chọn làm huấn luyện viên trưởng đội tuyển bóng đá quốc gia Argentina thay cho Sergio Batista, người đã dẫn dắt không thành công đội tuyển quốc gia tại Cúp bóng đá Quốc gia Nam Mỹ năm 2011. Nhưng sau đó đã dẫn dắt đội tuyển Argentina vào trận chung kết Cúp bóng đá thế giới năm 2014.
Sabella qua đời vào buổi trưa ngày 8 tháng 12 năm 2020 (giờ địa phương) do nhiễm một loại virus trong khi đang điều trị bệnh tim.

## Sự nghiệp
Ông khởi nghiệp ở Câu lạc bộ River Plate và đã có 5 danh hiệu vô địch Argentina, trong đó có cả chức vô địchhh Copa Libertadores khi khoác áo Estudiantes. Khi còn là cầu thủ bóng đá, Alejandro Sabella từng có thời gian ngắn chơi cho câu lạc bộ Sheffield United và Leeds của Anh và từng 4 lần được gọi vào tuyển Argentina.
Sabella theo nghiệp Huấn luyện viên từ khi ông làm trợ lý cho huấn luyện viên Daniel Pasarella ở đội tuyển Argentina. Ngoài ra, bộ đôi này còn trải qua một số bến đỗ khác như câu lạc bộ Parma của Ý, đội tuyển Uruguay, Câu lạc bộ Monterrey của México, Corinthians của Brasil và River Plate của Argentina.
Sáng ngày 29/7/2011, Hiệp hội bóng đá Argentina (AFA) đã chính thức bổ nhiệm ông Alejandro Sabella dẫn dắt tuyển quốc gia thay cho Sergio Batista. Việc bổ nhiệm ông cũng dấy lên nhiều nghi ngờ khi Sabella mới bắt đầu nghiệp huấn luyện viên vào năm 2009 với câu lạc bộ Estudiantes ở giải vô địchh quốc gia Argentina. Tuy nhiên, chỉ trong năm đầu tiên chính thức nghiệp huấn luyện, Sabella đã giúp Estudiantes đăng quang ở Copa Libertadores (Cúp vô địchhh các câu lạc bộ Nam Mỹ) năm 2009.
Chính nhờ thành tích trên mà AFA đã quyết định chọn Sabella, thay vì những cử viên sáng giá khác như: Gerardo Martino (huấn luyện viên tuyển Paraguay) và Carlos Bilardo - người từng đưa Argentina đăng quang ở World Cup 1986. Trước khi được bổ nhiệm dẫn dắt tuyển Argentina, Sabella đang chuẩn bị đàm phán để ký hợp đồng dẫn dắt câu lạc bộ Jazira của Các Tiểu vương quốc Ả Rập Thống nhất. Như vậy, kể từ Copa America 1993, Sabella là thuyền trưởng thứ 7 của Argentina.
Tại FIFA World Cup 2014, Sabella đã dẫn dắt Đội tuyển Argentina vào đến trận chung kết và giành ngôi Á quân sau khi để thua Đội tuyển Đức ở hiệp phụ.

## Danh hiệu

### Cầu thủ
River Plate
- Primera División: 1975 Metropolitano, 1975 Nacional, 1977 Metropolitano

Estudiantes
- Primera División: 1982 Metropolitano, 1983 Nacional

### Huấn luyện viên
Estudiantes
- Copa Libertadores: 2009
- Argentine Primera División: 2010 Apertura

Đội tuyển quốc gia Argentina
- Á quân FIFA World Cup: 2014